# La Iglesuela
For the town in Aragón, Tây Ban Nha, see La Iglesuela del Cid
La Iglesuela là một đô thị trong tỉnh Toledo, Castile-La Mancha, Tây Ban Nha. Theo điều tra dân số 2006 (INE), đô thị này có dân số là 411 người.